# Metilizotiazolinonă
Metilizotiazolinona este un compus organic cu formula chimică S(CH)2C(O)NCH3. Este un solid alb, derivat de izotiazolinonă, utilizat ca biocid în diverse produse cosmetice. Prezintă proprietăți alergene, putând cauza dermatită de contact. Prezintă și efect citotoxic, ceea ce a dus la exprimarea unor îngrijorări cu privire la utilizarea sa.

## Obținere
Metilizotiazolinona se obține în urma unei reacții de ciclizare a cis-N-metil-3-tiocianoacrilamidei:
{\displaystyle {\ce {NCSCH=CHC(O)NHCH3 -> SCH=CHC(O)NCH3 + HCN}}}